# STEP&GO/キャンディー・ルーム
STEP&GO/キャンディー・ルーム（ステップアンドゴー/キャンディールーム）は、PASSPO☆の8thシングル。2013年5月22日にユニバーサルJから発売された。

## 概要
PASSPO☆ 新エアライン3部作の第1弾。
「STEP&GO」「キャンディー・ルーム」2曲とも、2013年3月31日に品川ステラボールで行われた『PASSPO☆ サクラ小町チャーター便ツアー』において初披露された。また発売2日前の5月20日には、羽田空港国際線ターミナルビルにて発売記念イベントを開催。この日観覧した50人のパッセンジャー（ファン）の中にお笑い芸人の河口こうへいがおり、ステージ上で河口が「STEP&GO」をPASSPO☆と一緒にパフォーマンスするという一幕もあった。
ライブビデオ『渋谷公会堂フライトDVD 〜さようなら ぱすぽ☆ こんにちは PASSPO☆〜』と同時発売。ジャケット写真の衣装はメンバーの増井みおがデザインしたものである。

## 販売形態
- ファーストクラス盤（UPCH-9858）：CD+DVD（STEP&GO MV）、握手券A封入
- ビジネスクラス盤（UPCH-9859）：CD+DVD（キャンディー・ルーム MV）、握手券B封入
- エコノミークラス盤（UPCH-5797）：CD、5月・6月・7月連続シングル連動応募抽選券付き

※握手券Aと握手券Bを2枚合わせて「2ショット写メ会」に参加することも可能だった。

### ユニバーサルミュージックストア限定発売
- 特別チャーター便チケット付き（6種、D2CJ-1033〜38）：ライブチケット付きCD、品川（1/2部）・名古屋（1/2部）・広島・福岡
- 3形態BOX面会チケット付き（3種、PDCJ-1049/50/51）：１分面会券封入、東京・大阪・名古屋

## 収録曲

### ファーストクラス盤
1. STEP&GO
作詞：ペンネとアラビアータ、作曲・編曲：SEI☆SHIN
テレビ東京系アニメ『探検ドリランド -1000年の真宝-』エンディングテーマ
2. キャンディー・ルーム
作詞：ペンネとアラビアータ、作曲：BLEU、WOLVES、DIMITRI STASSOS、FREJA JONSSON BLOMBERG
テレビ東京『PASSPO☆の尺うまTV』エンディングテーマ
3. STEP&GO（Instrumental）
4. キャンディー・ルーム（Instrumental）

#### DVD
1. STEP&GO（Music Video）

### ビジネスクラス盤
1. キャンディー・ルーム
2. STEP&GO
3. キャンディー・ルーム（Instrumental）
4. STEP&GO（Instrumental）

#### DVD
1. キャンディー・ルーム（Music Video）

### エコノミークラス盤
1. STEP&GO
2. キャンディー・ルーム
3. STEP&GO（Instrumental）
4. キャンディー・ルーム（Instrumental）

### ストア限定盤
1. STEP&GO
2. 「I」
作詞：ペンネとアラビアータ、作曲:石也寸志、編曲：福井昌彦
3. STEP&GO（Instrumental）
4. 「I」（Instrumental）